# Test de Romberg

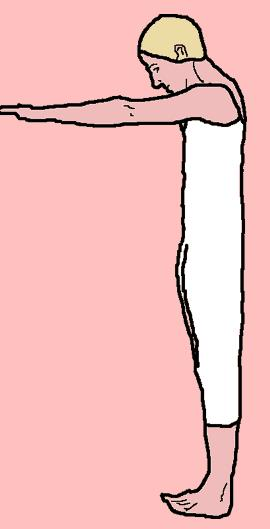
Test de Romberg

La prueba de Romberg, también llamada maniobra de Romberg, es un estudio de neurología clínica, en el cual se valora la propiocepción consciente (información que se origina del interior del cuerpo, por ejemplo en los músculos y las articulaciones) en nervios periféricos.
En este test se solicita a la persona que se ponga de pie con ambos pies muy cercanos (como se necesita para conservar el equilibrio) con los ojos abiertos, luego se le pide que los cierre. La pérdida del equilibrio al cerrar los ojos es una prueba positiva que nos habla de anormalidad.

## Historia
Esta prueba fue nombrada así, después de que el neurólogo alemán Moritz Heinrich Romberg (1795-1873) lo presentara en su obra Lehrbuch der Nervenkrankheiten des Menschen entre 1840 y 1846,  también dio su nombre al síndrome de Parry-Romberg y al signo Howship-Romberg.

## Fisiopatología
En el mantenimiento del equilibrio entran tanto la propiocepción, la visión y la porción vestibular del octavo par craneal.[cita requerida]

## Causas
puede deberse a enfermedades que cursan con ataxia sensitiva como:
- Deficiencias vitamínicas como la de B12.
- Afecciones de la columna dorsal de la médula espinal, como la tabes dorsal (sífilis).
- Afecciones nerviosas periféricas; poliradiculoneuropatias, enfermedades desmielinizantes crónicas.
- Ataxia de Friedreich
- Síndrome de Ménière